# Plate-forme PSA CMP
La plate-forme PSA CMP (pour Compact Modular Platform) est une plate-forme technique automobile conçue par le groupe français PSA et utilisée par le groupe Stellantis depuis la fusion entre PSA et FCA.
Il s'agit d'une plate-forme modulaire, utilisée donc par de nombreux modèles du groupe. Cette plate-forme a été développée pour les véhicules de segment B (citadines polyvalentes) et est également utilisée pour des véhicules d'entrée de gamme du segment C (compactes). Elle remplace la plate-forme PF1.
Il s'agit d'une plate-forme multi-énergies, équipant des véhicules dotés de moteurs thermiques ou électriques situés en position transversale avant,.
Une version simplifiée de la plate-forme CMP existe depuis 2022, elle est nommée CMP Smart Car et équipe initialement des véhicules d'entrée de gamme destinées aux marchés émergents, tels que la Citroën C3 « CC21 » et la Citroën C3 Aircross « CC24 », puis des modèles d'entrée de gamme également destinés au marché européen comme la Citroën C3 IV.

## Modèles
| Marque         | Modèle                         | Image | Années de production | Segment              |
| -------------- | ------------------------------ | ----- | -------------------- | -------------------- |
| Aeolus         | Yixuan                         |       | 2019 -               | Berline compacte     |
| Aeolus         | Yixuan GS                      |       | 2020 -               | Crossover citadin    |
| Alfa Romeo     | Junior                         |       | 2024 -               | Crossover citadin    |
| Peugeot        | 208 II                         |       | 2019 -               | Citadine polyvalente |
| Peugeot        | 2008 II                        |       | 2019 -               | Crossover citadin    |
| DS Automobiles | DS 3 Crossback / DS 3 II       |       | 2018 -               | Crossover citadin    |
| Opel/Vauxhall  | Corsa F                        |       | 2019 -               | Citadine polyvalente |
| Opel/Vauxhall  | Mokka B                        |       | 2020 -               | Crossover citadin    |
| Opel/Vauxhall  | Frontera C - Smart Car         |       | 2024 -               | Crossover citadin    |
| Citroën        | C4 III                         |       | 2020 -               | Crossover compact    |
| Citroën        | C4 X                           |       | 2022 -               | Crossover compact    |
| Citroën        | C3 (CC21) - Smart Car          |       | 2022 -               | Crossover urbain     |
| Citroën        | C3 IV - Smart Car              |       | 2023 -               | Citadine polyvalente |
| Citroën        | C3 Aircross (CC24) - Smart Car |       | 2023 -               | Crossover citadin    |
| Citroën        | C3 Aircross II - Smart Car     |       | 2024 -               | Crossover citadin    |
| Fiat           | 600                            |       | 2023 -               | Crossover citadin    |
| Fiat           | Panda IV - Smart Car           |       | 2024 -               | Crossover urbain     |
| Jeep           | Avenger                        |       | 2023 -               | Crossover citadin    |
| Lancia         | Ypsilon III                    |       | 2024 -               | Citadine polyvalente |